# Diccionari General de la Llengua Catalana
 (avril 2024).
Si vous disposez d'ouvrages ou d'articles de référence ou si vous connaissez des sites web de qualité traitant du thème abordé ici, merci de compléter l'article en donnant les références utiles à sa vérifiabilité et en les liant à la section « Notes et références ».
Le Diccionari General de la Llengua Catalana (en catalan ; littéralement « Dictionnaire général de la langue catalane » ; en abrégé DGLC) est un dictionnaire de langue catalane rédigé par Pompeu Fabra et édité d'abord sous forme de fascicules en 1931 et ensuite sous forme d'un seul volume en 1932. Il sera le dictionnaire de référence de la langue catalane durant 63 ans, jusqu'à l'édition en 1995 du Dictionnaire de la langue catalane de l'IEC.

## Historique
L'Institut d'Estudis Catalans (IEC) souhaitait créer un inventaire lexicographique officiel et chargea un petit groupe dirigé par Pompeu Fabra de réaliser cette tâche. Fabra avait déjà publié en 1917 un dictionnaire orthographique conforme aux normes de l'IEC, ainsi que d'autres travaux relatifs à la langue catalane.
Fabra rédige l'ouvrage durant la dictature de Primo de Rivera entre 1923 et 1930. Il y passe six ans. L'ouvrage est vendu par souscription et sort sous forme de fascicules en 1931. Le 30 novembre 1932, le dictionnaire est édité en un volume par la Librairie Catalònia (ca). Le responsable éditorial est Antoni López (ca).
Le 4 février 1939, en raison du climat de répression du catalan, les planches originales du dictionnaire, ainsi que les exemplaires non vendus, sont détruits par l'armée du général Franco.
La deuxième édition du dictionnaire sort seulement en 1954, alors que Fabra est mort, et l'édition sera censurée. Il y aura au total 32 éditions différentes jusqu'en 1994.

## Description
Pour la réalisation du dictionnaire, Fabra applique une méthode scientifique rigoureuse qui lui vaut la reconnaissance spontanée de ses contemporains. Ainsi il met de côté les régionalismes trop restrictifs et les archaïsmes tombés en désuétude.
Dans la préface du dictionnaire, Pompeu Fabra précise les sources de l'ouvrage :
« En la redacció del Diccionari s'han tingut al davant un gran nombre de diccionaris catalans i d'altres llengües (principalment el de l'Acadèmia espanyola, el de Hatzfeld i Darmesteter i el de Webster), els reculls lexicogràfics publicats (Diccionari Aguiló, Butlletí de Dialectologia Catalana, etc.) i els existents a les Oficines lexicogràfiques (entre els quals els elaborats per M. de Montoliu i Carles Riba, i les cèdules de botànica de Pius Font i Quer i Miquel de Garganta i Fàbrega); s'han fet nombroses consultes a especialistes, i, en els freqüents casos en què s'ha vacil·lat sobre el sentit propi o la bondat de la definició d'un mot, s'ha portat aquest a estudi de la Secció Filològica: s'han pres totes les precaucions per evitar definicions inexactes. »
— Pompeu Fabra, Préface de la 1re éd., p. VII
« Dans la rédaction du dictionnaire, il a été pris en compte un grand nombre de dictionnaires catalans, ainsi que d'autres langues (principalement celui de l'Académie espagnole, le Hatzfeld et Darmesteter et le Webster), les recueils lexicographiques publiés (Dictionnaire Aguiló, bulletin de dialectologie catalane, etc.) et ceux existants dans les bureaux de lexicographie (notamment ceux de Manuel de Montoliu et Carles Riba, les notes en botanique de Pius Font i Quer et de Miquel de Garganta i Fàbrega) ; de nombreux spécialistes ont été consultés, et dans les cas fréquents où on hésitait sur le sens précis ou la qualité de la définition d'un mot, les cas étaient présentés à la Section de philologie de l'IEC : ainsi toutes les précautions ont été prises pour éviter les définitions inexactes. »
— Pompeu Fabra, Préface de la 1re éd., p. VII
Le DGLC (ou simplement « le Fabra » comme on l'appelle familièrement) a réussi à unifier l'orthographe, épurer le lexique, fixer la grammaire et introduire des néologismes.